# Кызыл Восток
Кызыл Восток (баш. Ҡыҙыл Восток) — деревня в Балтачевском районе Республики Башкортостан Российской Федерации. Входит в состав Нижнекарышевского сельсовета.

## География

### Географическое положение
Расстояние до:
- районного центра (Старобалтачёво): 27 км.
- центра сельсовета (Верхнекарышево): 7 км.
- ближайшей ж/д станции (Куеда): 97 км.

## Население
| 2002 | 2009 | 2010 |
| ---- | ---- | ---- |
| 60   | ↘58  | ↘43  |

Согласно переписи 2002 года, преобладающая национальность — башкиры (78 %).